# Cataulacus setosus
Cataulacus setosus é uma espécie de formiga do gênero Cataulacus, pertencente à subfamília Myrmicinae.